# Barker Ten Mile
 (mai 2025).
Pour les articles homonymes, voir Barker et Ten Mile.
Barker Ten Mile est une census-designated place située dans le comté de Robeson, dans l’État de Caroline du Nord, aux États-Unis. Lors du recensement de 2020, elle comptait 937 habitants.